# Державино (Оренбургская область)
Держа́вино — село в Бузулукском районе Оренбургской области. Административный центр сельского поселения Державинский сельсовет.

## География
Расположено в верховьях реки Кутулук. Удалённость от районного центра и ближайшей ж/д станции — 75 км. Расстояние до областного центра — 325 км. В 7 км к востоку от села проходит автодорога Бугульма — Бузулук — Уральск.

## История
Основано в 1756 году матерью поэта и государственного деятеля Гаврилы Романовича Державина — Фёклой Андреевной Державиной и названо по собственной фамилии владельцев. С постройкой в 1772 году церкви во имя Смоленской иконы Божией Матери стало называться Державино-Смоленское. Здесь в 1773 году стоял с войском подполковник И. И. Михельсон, готовясь выступить против пугачевских повстанцев. В 1848 году близ села был найден клад, в котором сохранилось 4 монеты времён монгольских ханов Узбека и Джанибека. В 1903 году в Державино родилась Надежда Васильевна Чертова, известная советская писательница, о творчестве которой тепло отзывался Максим Горький. Являлось административным центром Державинского района с 1934 по 1959 года.

## Население
| 2003 | 2010 |
| ---- | ---- |
| 1035 | ↘810 |

Национальный состав
По данным Всероссийской переписи населения 2010 года:
| № | Национальность | Численность, чел. | Доля  |
| - | -------------- | ----------------- | ----- |
| 1 | русские        | 778               | 96 %  |
| 2 | татары         | 13                | 1,6 % |
| 3 | белоруссы      | 9                 | 1,1 % |
| 4 | украинцы       | 8                 | 1 %   |
| 5 | другие         | 2                 | 0,3 % |

## Достопримечательности

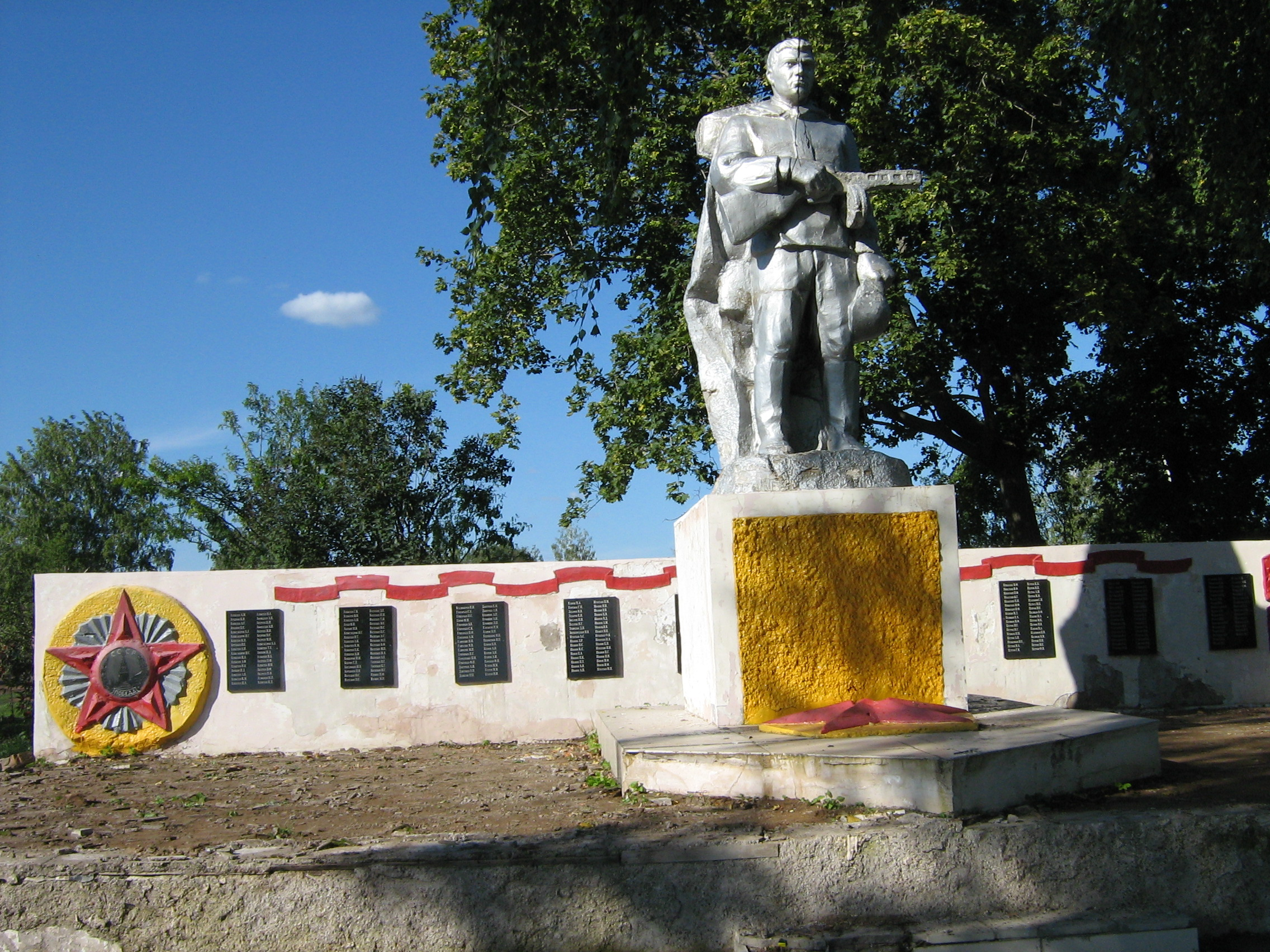
Обелиск воинам-землякам

Обелиск воинам-землякам, погибших на фронтах ВОВ.

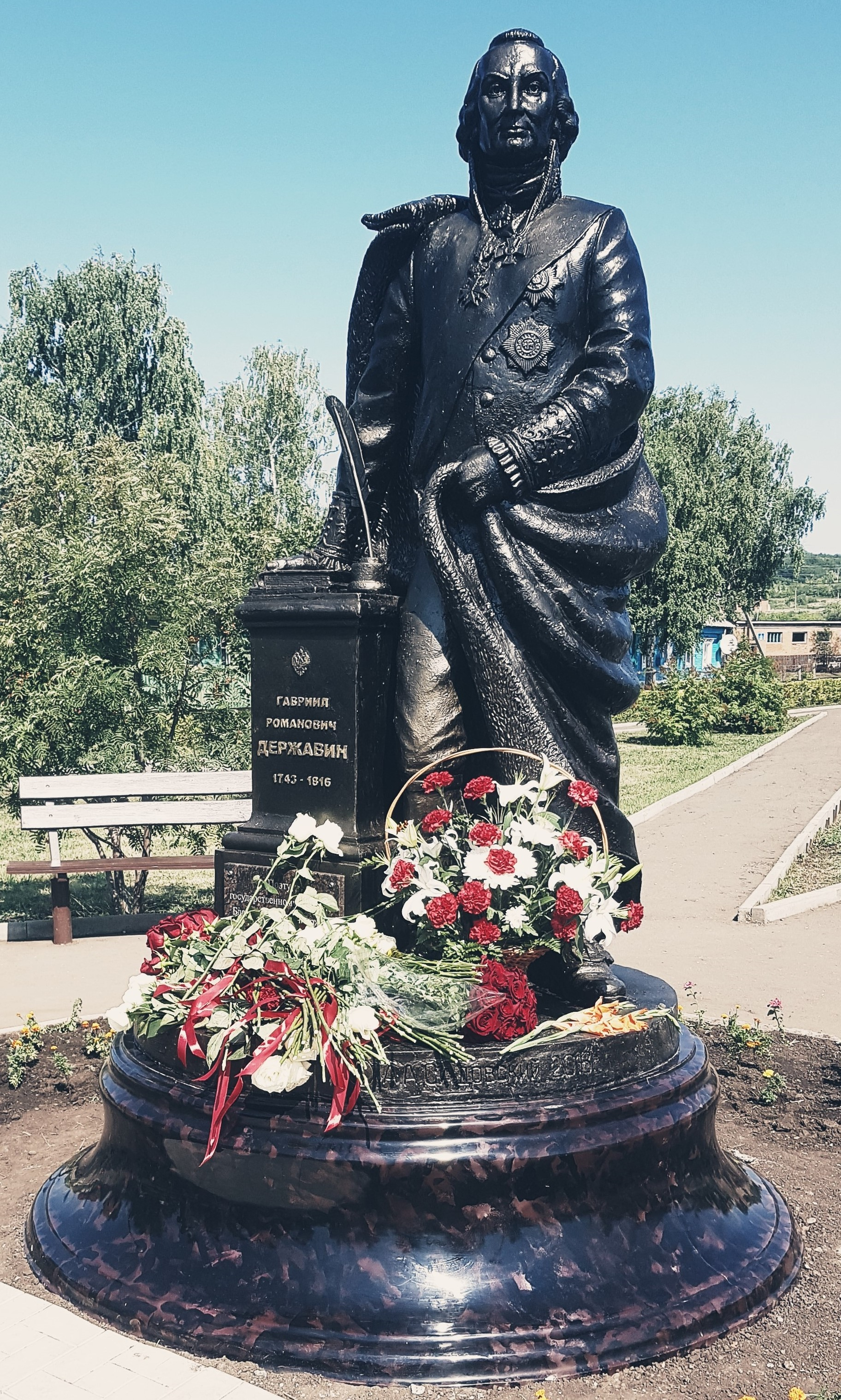
Памятник посвященный 275-летию Г. Р. Державина

27 июля в 2018 г. открыт памятник посвященный 275-летию рождения Гавриила Романовича Державина.

## Учреждения социальной сферы
- Муниципальное общеобразовательное бюджетное учреждение «Державинская средняя общеобразовательная школа».
- Муниципальное дошкольное бюджетное учреждение детский сад «Ромашка».
- Сельский Дом культуры.
- УФПС Оренбургской области филиал ФГУП «Почта России».
- Участковая больница.
- МБУК «Бузулукская централизованная районная библиотечная система» филиал № 5.
- Приход иконы Божией Матери «Знамение»

## Уроженцы
- Дмитрий Иванович Алексеев (1918—1988) — советский и российский учёный, филолог, лингвист, литературовед, профессор.
- Надежда Васильевна Чертова (1903—1989) — советский прозаик.